# The Promised Neverland
Autre
The Promised Neverland (約束のネバーランド, Yakusoku no Nebārando, litt. « Le Pays Imaginaire Promis », souvent abrégé TPN) est un manga écrit par Kaiu Shirai et dessiné par Posuka Demizu. Il est pré-publié entre août 2016 et juin 2020 dans le magazine Weekly Shōnen Jump de l'éditeur Shūeisha et publié en un total de 20 volumes reliés sortis entre décembre 2016 et octobre 2020. La version française est publiée en intégralité par Kazé entre avril 2018 et juin 2021, puis est passée sous le label Crunchyroll.
Une adaptation en anime est diffusée pour la première fois entre janvier et mars 2019 au Japon sur Fuji TV dans la case horaire noitaminA. La série est disponible en streaming sur Wakanim, Crunchyroll et Animation Digital Network dans les territoires francophones. Une seconde saison est diffusée entre janvier et mars 2021. Une adaptation cinématographique en film live-action est sortie en décembre 2020 au Japon. Amazon Studios développe également une série américaine live-action pour Amazon Prime Video.
En août 2023, le tirage de The Promised Neverland s'élève à plus de 42 millions d'exemplaires, versions numériques comprises, ce qui classe l'œuvre parmi les séries de mangas les plus vendues. La série a été très bien accueillie au Japon et à l'international, en particulier pour son worldbuilding, ses concepts originaux, son récit, ainsi que pour ses thèmes. Le manga a remporté de nombreux prix dont le 63e Prix Shōgakukan.

## Synopsis
Emma et ses frères et sœurs, tous orphelins, ont été placés dans un établissement spécialisé lorsqu'ils étaient tout jeunes. Bien que leur liberté soit limitée et que les règles soient parfois un peu strictes, les enfants mènent une vie heureuse à Grace Field House, et la femme qu'ils nomment « Maman » (Isabella) s'occupe d'eux et leur offre tout l'amour qu'une mère pourrait offrir à ses enfants. Un soir, après le départ d'une fille appelé Conny, Emma et Norman découvrent que les enfants de cet orphelinat sont en réalité du bétail destiné à des démons. Ils sont élevés dans une ferme à l'allure d'orphelinat, et livrés à des monstres avec le consentement de « Maman ». Ils devront faire preuve d'ingéniosité pour survivre et tenter de s'échapper.

## Personnages
Emma (エマ, Ema) - no 63194
Voix japonaise : Sumire Morohoshi,, voix française : Marie Nonnenmacher
Le personnage central de The Promised Neverland. Elle a des capacités physiques et des facultés d'apprentissage hors du commun. Elle fait partie des trois enfants atteignant un score parfait (300 points) lors des examens quotidiens.
À la suite de « l'adoption » de Conny, une autre enfant de l'orphelinat, Emma remarque que la petite fille a oublié son lapin en peluche et décide de le lui amener avant qu'elle parte. Bien que cela soit interdit, elle convaincra Norman d'aller au lieu de son départ, au-delà du portail de l'orphelinat. Ils découvrent alors la vérité.
Ray (レイ, Rei) - no 81194
Voix japonaise : Mariya Ise,, voix française : Nathalie Bienaimé
Ray est l'enfant le plus âgé de l'orphelinat de Grace Field. Ray fait partie des trois enfants atteignant un score parfait lors des examens quotidiens. D'un naturel sceptique et taciturne, il est un grand lecteur disposant de très hautes capacités intellectuelles. Il est le seul qui puisse rivaliser avec Norman grâce à l'impressionnante étendue de ses connaissances.
Norman (ノーマン, Nōman) - no 22194
Voix japonaise : Maaya Uchida,, voix française : Clara Soares
Norman est l'un des enfants les plus âgés de l'orphelinat de Grace Field. Il fait partie des trois enfants atteignant un score parfait lors des examens quotidiens, et a un sens de l'analyse exceptionnel et une lucidité hors pair.
Il apprend avec Emma la vérité sur leur orphelinat, et s'efforce avec elle de s'échapper.
Isabella (イザベラ, Izabera) - no 73584
Voix japonaise : Yūko Kaida,, voix française : Sophie Planet
Tous les enfants de l'orphelinat l'aiment et l'appellent « Maman ». Elle s'occupe d'eux avec amour même si mine de rien, elle cache un lourd secret à la plupart d'entre eux.
Krone (クローネ, Kurōne) - no 18684
Voix japonaise : Nao Fujita (ja),, voix française : Daria Levannier
C'est l'assistante d'Isabella. Elle gagne très rapidement en popularité auprès des enfants. On remarquera également qu'elle dispose de grandes capacités sportives, elle aura voulu « détrôner » Isabella afin de prendre son rôle de Maman pour venger son amour.

## Univers deThe Promised Neverland

### Démons
Cette espèce de classification inconnue, appelée démons par les enfants, mangeurs d'hommes par monsieur l'inconnu, monstres par la résistance de Goldy Pond et simplement appelée « eux » par sœur Krone, est composée de grands monstres humanoïdes et sauvages aux apparences monstrueuses et apparaît comme les principaux antagonistes du manga. Ce sont les êtres qui commandent le « monde des démons » dans l'agriculture industrielle et les fermes premium. Dans le passé, les démons étaient appelés diables, ils ressemblaient à l'origine à des bactéries et ont commencé à manger et à prendre les traits des animaux et éventuellement des humains. Alors que les « démons » s'attaquaient aux anciens humains, certains d'entre eux ont commencé à riposter. Après d'innombrables morts et guerres, une promesse a été formée entre les « démons » et le clan Ratri. Les royaumes des humains et des démons étaient divisés en deux, où aucun n'était autorisé à se croiser ni à se chasser. Le clan Ratri a laissé un nombre inconnu d'humains dans le royaume des démons, bloqués sans aucun moyen de s'échapper, pour devenir du bétail pour les démons afin de maintenir la paix dans le monde humain. Ainsi, le système d'elevage a été formé via une échappatoire, car les démons ne les chassaient pas.
Le monde des démons fait partie du monde qui, il y a de nombreuses années, a été divisé en deux entre les humains et les démons après la signature de la promesse avec la famille Ratri. La partie du monde appartenant aux démons est composée de nombreux écosystèmes et créatures bizarres, dont certains incluent des démons sauvages/bestiaux. Il y a des millénaires, avant la construction des plantations, les démons et les humains partageaient le même monde, ce qui conduisait à la chasse fréquente des humains par les démons. Certains humains ont fait de même peu de temps après, tandis que les autres les adoraient de peur d'être mangés. Cela est devenu un cycle continu alors que les deux parties se tuaient et se craignaient l'une l'autre. Après d'innombrables guerres violentes et massacres, un clan d'humains appelé la famille Ratri s'est opposé aux démons et a conclu un traité connu sous le nom de la Promesse.

### Tifari
Le Tifari est une fête célébrée par les démons, où ils offrent à মশ্লয় leurs meilleurs humains premium, issus des fermes premium, en hommage. Il s'agit d'une cérémonie dans laquelle les démons accordent à মশ্লয় la récolte la plus prestigieuse. La cérémonie se déroule devant les démons aristocratiques et est un moment d'une grande importance pour la société. Pendant cette cérémonie, les meilleurs enfants des fermes premium seront expédiés et préparés pour être mangés par মশ্লয়. Les mamans veulent lui donner la plus grande qualité, et donc les enfants les mieux notés ne seront pas expédiés, jusqu'à ce qu'ils soient dans les meilleures conditions (QI, âge, etc.) pour être offerts au Tifari.

### Vida
Vida est une plante vampirique utilisée par les démons pour prolonger la durée de conservation de toute viande sur laquelle elle est utilisée, qui fonctionne en absorbant le sang. La plante fait également l'objet du rituel Gupna pour les démons comme leur façon de dédier le repas à dieu. La fleur a une apparence semblable à une fleur ordinaire. Il a une tige pointue, avec plusieurs branches qui donnent naissance à plusieurs feuilles. Les pétales sont initialement de couleur blanche et fermées, et fleurissent et deviennent rouge sang après avoir absorbé le sang de sa victime. Le vida ne peut sucer le sang de sa victime que s'il est poignardé dans le corps et en contact avec du sang, ce qui est probablement la raison pour laquelle les racines sont coupées et laissées avec la tige, ce qui lui permet d'empaler plus facilement la  victime et absorber le sang. Après avoir absorbé le sang de la victime, celle-ci mourra et pâlira.

### Fermes premium
Les fermes premium sont des fermes qui sont faites uniquement pour l'élevage premium ou haut de gamme de viande humaine. Les enfants des fermes premium sont tous très précieux, contrairement aux fermes industrielles, qui sont destinées à la production de masse de viande bon marché. Il n'y a que quatre fermes de plantation haut de gamme, y compris Grace Field House, alors qu'il existe des centaines de fermes industrielles. Les fermes premium sont le produit de la « Promesse » entre les monstres et la famille Ratri. Les orphelins des fermes industrielles sont maintenus dans de mauvaises conditions, et sont à peine en vie. Tandis que les orphelins des fermes premium sont élevés dans un environnement sain et sûr afin qu'ils puissent grandir en bonne santé, développer des cerveaux intelligents et préparer de bons repas pour les démons. Étant donné que le bétail provenant des fermes premium est censé être de la plus haute qualité, tout enfant né dans ces fermes avec des malformations congénitales ou des difformités doit être éliminé peu de temps après la naissance. La viande vendue dans les fermes premium est de haute qualité et est vendue à des prix élevés à de riches démons, des aristocrates, des familles royales ou est conservée pour মশ্লয়.
Grace Field House est considérée comme la meilleure ferme premium avec les tests de litanie les plus difficiles, elle est également la plus petite ferme premium, étant composée d'un seul bâtiment sur chaque plantation. Les autres fermes premium sont composées de plusieurs bâtiments et ont l'apparence de villages. Il existe ainsi un chemin vers le monde humain à l'intérieur de chacune des fermes premium, susceptible d'apporter de la nourriture, des jouets, des vêtements et d'autres fournitures aux fermes.

#### Types de fermes premium
- Grace Field : Le Grace Field House est un complexe plat hexagonal symétrique utilisé pour élever des enfants comme bétail pour les démons. C'est unique, étant l'une des quatre fermes premium connues. Il est entièrement exploité par des femmes humaines connues sous le nom de grands-mères, sœurs et mamans, qui font également office de gardiennes pour les enfants. Il se composait de cinq plantations, d'un siège et d'une zone centrale qui relie les plantations et le siège. Il est formé dans une forme hexagonale. Après l'incendie et la destruction de la plantation 3, Grace Field House ne compte plus que quatre plantations actives. L'ensemble du complexe est entouré de murs. Au-delà des murs se dresse une falaise profonde. Les deux agissent comme des mesures de sécurité pour empêcher les enfants à l'intérieur de s'échapper. Le seul moyen pratique connu de quitter le complexe est d'utiliser des ponts qui relient le QG au monde extérieur[9].
- Glory Bell : Glory Bell House est l'une des quatre fermes premium, où les orphelins étaient détenus comme bétail pour les démons. La plantation a au moins treize ans, parce que Yugo a dit aux évadés de Grace Field House que lui et ses collègues sont échappés lorsqu'ils vivaient dans l'orphelinat. Tous les enfants de Glory Bell ont une séquence de codage composée d'un mélange de lettres et de chiffres sur l'abdomen. Contrairement à Grace Field, 15 ans est l'âge maximum pour ceux qui seront expédiés de Glory Bell[10].
- Grand Valley : Grand Valley House est l'une des quatre fermes premium. Tout comme le Grace Field House, Grand Valley a nommé un ou plusieurs gardiens pour élever des orphelins qui seront plus tard envoyés pour devenir du bétail à consommer par les démons. Bien que l'apparence de Grand Valley ne soit pas connue, elle possède plusieurs bâtiments placés dans une formation semblable à une ville, avec un énorme dôme de verre au-dessus, ce qui rend apparemment impossible de s'échapper[11].
- Goodwill Ridge : Goodwill Ridge House est l'une des quatre fermes premium. Tout comme le Grace Field House, Goodwill Ridge a nommé un ou plusieurs gardiens pour élever des orphelins qui seront plus tard envoyés pour devenir du bétail pour que les démons les consomment. L'orphelinat de Goodwill Ridge semblent être constitués de plusieurs bâtiments, contrairement à Grace Field, et semblent également être à l'intérieur d'un dôme[12].

#### Fermes industrielles
Les fermes industrielles sont des fermes qui produisent en masse de la viande bon marché de mauvaise qualité. Il existe des centaines de fermes de ce type par rapport au simple nombre de fermes premium, qui sont à l'opposé des fermes industrielles en termes de qualité de la viande qu'elles produisent. Les enfants de ces fermes sont généralement vendus à des civils démoniaques, tandis que les enfants de haute qualité des fermes premium sont réservés aux démons riches et de haut rang. Les fermes industrielles utilisaient simplement des marques au lieu d'identifiants de ferme pour marquer les orphelins. Les marques seraient gravées sur une certaine partie du corps d'un orphelin de ferme industrielle. Comme sur la clavicule, le dos d'une main, sur la tête ou sur la partie supérieure d'un bras, orphelins à la ferme industrielle.
Les orphelins qui sont gardés dans ces fermes industrielles sont maintenus en vie grâce à des machines, comme des moniteurs, pour maintenir le fonctionnement de leurs organes et leur donner de l'oxygène. Les machines sont donc vitales pour maintenir les orphelins en vie. Si l'un des orphelins de la ferme industrielle est retiré des machines dans lesquelles il est attaché, il mourra immédiatement. Les enfants de ces fermes n'apprennent pas de langues, ils n'ont pas de nom et ils n'ont pas de libre arbitre. Ils ne peuvent pas penser à s'enfuir parce qu'ils ont été dans le coma toute leur vie. Les fermes industrielles sont également bien protégées contre les braconniers qui tentent de voler les enfants des plantations.

### Lambda Λ7214
Lambda Λ7214 est une ferme spéciale et expérimentale sur la nature des humains et des enfants. Les démons et les adultes qui travaillent à la ferme exécutent des expériences répétées et manipulent les enfants qui y vivent. Il a été créé dans le but de produire en masse une viande de meilleure qualité, et pour le clonage humain. Cependant, à la suite de la toxicomanie et des expériences réalisées à Lambda, de nombreux enfants ont commencé à éprouver un développement anormal, des effets secondaires et une croissance irrégulière des muscles, des sens et du système nerveux.

### B06-32
L'abri B06-32 est un abri souterrain dans le monde des démons. Il ne pouvait être ouvert qu'avec un stylo promis. L'abri a été construit par William Minerva et a été maintenu opérationnel par monsieur l'inconnu, qui a fait de l'abri sa maison au cours des 13 dernières années. Le refuge disposait de chambres entièrement meublées, de l'électricité courante, de beaucoup de nourriture et d'eau pour rester en vie pendant les deux prochaines années. En plus de cela, il y avait aussi beaucoup d'informations laissées sur le monde dans la bibliothèque située dans l'abri.
L'abri comprend une salle de sécurité, une cuisine, un garde-manger, une bibliothèque, un jardin, une salle à manger et une salle de bain. L'abri tire l'eau d'un puits souterrain, génère de l'électricité à partir d'une combinaison d'énergie géothermique et de déchets organiques. B06-32 dispose d'un générateur séparé alimenté au carburant si les ressources venaient à s'épuiser, le refuge dispose également d'un système d'autodestruction. La composition de cet abri permet aux enfants d'être autonomes pendant quelques années avant de devoir partir.

### Goldy Pond
A08-63, ou simplement appelé Goldy Pond, est une réserve secrète pour la chasse aux humains appartenant au démon Lord Bayon. C'était la base de William Minerva pour les évadés humains, mais elle a été découverte par les démons lorsqu'il a été trahi par Peter Ratri. Le terrain de chasse est situé sous terre afin que personne ne puisse s'échapper et que personne ne le remarque. Bayon a acheté des enfants des fermes premium, mais aussi parfois braconné pour les humains dans le monde extérieur. Il y avait un panneau situé à Goldy Pond qui énonçait trois règles : musique, monstres et survivre. Lorsque la musique jouait, des monstres arrivaient et les enfants devaient survivre jusqu'à ce que la musique s'arrête.
Il est révélé plus tard que Goldy Pond se composait de trois couches. La première couche était au-dessus du sol et est un simple lac au milieu de la forêt des démons. Cette première couche cachait le vrai Goldy Pond qui était souterrain. La deuxième couche se composait d'un village, de champs agricoles, d'une forêt et d'un grand manoir. Toute cette couche était habitée par des enfants et par des démons qui chassaient les enfants pour s'amuser. La troisième et dernière couche n'était accessible que par une porte fabriquée par William Minerva, cachée à l'intérieur d'un grand moulin à vent. Cette porte ne pouvait être ouverte qu'avec le stylo promis et servait d'entrée au troisième niveau, une grande salle de surveillance et un Golden Lake avec une petite île et une maison au-dessus.

### Sept Murs
Les Sept Murs désignent un lieu interdimensionnel, accessible uniquement par une « entrée » particulière, qui représente une barrière imaginaire qui sépare মশ্লয় du reste des monstres. Les Sept Murs sont en fait une allégorie, pour indiquer l'espace et le temps. La seule façon d'aller au-delà des Sept Murs est de transcender les lois de l'espace-temps, en utilisant son propre subconscient et son imagination dans ce lieu. Au fil des siècles, diverses légendes se sont répandues à propos de cet endroit, qui raconte que dans les Sept Murs, il est possible de rencontrer le démon le plus haut placé et responsable de la Promesse. Cependant, il n'est marqué par aucune carte et personne n'a réussi à trouver son emplacement exact depuis des siècles. Le seul indice est représenté par une énigme apparemment indéchiffrable, qui s'est propagée au fil des générations.

## Analyse de l'œuvre

### Création de l'œuvre
La conception du manga commence fin 2013, à partir d'un brouillon de Kaiu Shirai, à l'origine simplement intitulé Neverland. Cependant, il a ensuite été changée en The Promised Neverland après avoir rencontré des problèmes de droits d'auteur. Kaiu Shirai a apporté les 300 pages du brouillon de The Promised Neverland au département éditorial hebdomadaire du Weekly Shōnen Jump. Suguru Sugita, le rédacteur en chef de The Promised Neverland, a déclaré que la série était un travail ambitieux, qui ne ressemble pas à un manga du Jump, avec des scènes à la fois lumineuses et sombres qui nécessitaient un monde de fantaisie qui créerait également du suspense. Ils ont eu du mal à trouver un artiste dont le style pourrait correspondre à l'histoire. Shirai considérait Posuka Demizu comme l'un des candidats, car lui et Sugita estimaient que son art était le mieux adapté à l'imagerie de la série. Certains candidats ont refusé l'offre de dessiner le manga, donnant des commentaires comme si l'histoire ne ressemblait pas à un manga du Jump, ou qu'elle ne deviendrait pas un succès, alors ils étaient « vraiment heureux et excités » quand Demizu a accepté de travailler dessus. La recherche d'un dessinateur aura duré deux années, avec au moins sept artistes testés.
Sugita a dit que Shirai et Demizu avaient une sorte de synergie similaire à Tsugumi Ohba et Takeshi Obata, les créateurs de Death Note. Avant que The Promised Neverland ne commence sa sérialisation, Shirai et Demizu ont publié le one-shot Poppy’s Wish (ポピィの願い, Poppy no negai) sur la plate-forme en ligne Shōnen Jump+ en février 2016. Le one-shot était populaire parmi les lecteurs et Sugita a déclaré qu'ils étaient la bonne équipe pour The Promised Neverland.
La réalisation de The Promised Neverland s'est ensuite déroulé par échanges de mails successifs entre 2016 et 2020 entre les deux auteurs et leur éditeur Takushi Sugita.

### Inspiration
Kaiu Shirai s'est inspiré des livres folkloriques pour enfants du monde entier et des jeux vidéo comme Final Fantasy pour la création du décor de la série, tandis que pour les éléments d'horreur, il a dit qu'il n'utilisait son imagination que parce qu'il n'aimait pas les films d'horreur. Il a pareillement mentionné qu'une partie de l'histoire venait de certains cauchemars qu'il avait eus dans son enfance, surtout après avoir lu Hansel et Gretel, des histoires d'enfants mangés et un manga axé sur les esprits qui lui ont fait se demander si les monstres pouvaient résoudre leur problème, s'ils élevaient des humains comme du bétail. Shirai a dit : « Toutes ces peurs, ces idées, influences, se sont réunies. C'est ainsi qu'est née l'histoire de The Promised Neverland ».
Demizu a déclaré que le folklore japonais et ses monstres étaient une première source d'inspiration, citant également des contes de fées européens comme Le Petit Chaperon rouge et Hansel et Gretel. Elle a par ailleurs mentionné le manga Monster de Naoki Urasawa, l'univers de Ghibli et les films d'évasion de prison, comme L'Évadé d'Alcatraz, Papillon, La Grande Évasion et la série télévisée américaine Prison Break.
Le cadre de la série est basé sur l'Angleterre victorienne. Ainsi, Shirai a exprimé qu'il voulait « déstabiliser les lecteurs, les conduire sur de fausses pistes » en leur faisant penser que l'histoire se déroulait dans un orphelinat anglais au 19ᵉ siècle. Il voulait également éviter de situer l'histoire dans un laps de temps très précis. Il n'avait aucune raison particulière de choisir l'Angleterre. Cependant, le nom de l'orphelinat Grace Field House écrit en anglais dans le texte lui plaisait. Shirai a par ailleurs déclaré que l'urbanisme européen est une référence, un style très populaire et très apprécié par les Japonais. Demizu a fait un voyage linguistique de deux mois en Angleterre quand elle était plus jeune et a pris beaucoup de photos qu'elle a utilisées comme référence pour la série. Elle a été particulièrement impressionnée par les forêts anglaises et son atmosphère.

### Concept et thèmes
En ce qui concerne le titre et sa relation avec Neverland, l'île fictive de Peter Pan créée par J. M. Barrie, Shirai a déclaré que c'était un endroit magique de conte de fées, mais que la moitié de l'endroit est sombre et dangereux. Il a dit que ces deux parties, « la cohabitation d'un jeu enfantin » et « l'ombre dangereuse qui plane au fond » sont des facteurs qu'il a essayé de transcrire à travers The Promised Neverland. Shirai et son éditeur voulaient garder « Neverland » dans le titre, compte tenu de l'histoire et de son développement. Ils ont ensuite proposé « Promised » à l'époque où ils travaillaient sur l'histoire post-évasion. Ils ont considéré le mot comme important et ont accepté de le mentionner également dans l'intrigue.
Malgré son ton sombre, Shirai voulait publier The Promised Neverland dans le Weekly Shōnen Jump au lieu d'un magazine de manga seinen. Ainsi, selon lui, l'intrigue n'est pas liée à l'âge, même si les thèmes de l'histoire sont sombres, et qu'il n'y avait aucune raison de priver le lectorat du magazine d'une histoire due à une ligne éditoriale. Il a ajouté aussi que la série avait quelques thèmes canons des mangas shōnen, tels que l'entraide ou le dépassement de soi. Selon Shirai, les personnages principaux sont des enfants parce que le magazine est principalement lu par des jeunes, ce qui facilite l'identification du lecteur, et le concept des enfants se rebellant contre les adultes a été utilisé, car c'est un thème classique dans de nombreuses histoires. Bien que Shirai ait admis que l'histoire est beaucoup plus sombre que la majorité des mangas du Shōnen Jump, ils ont évité d'utiliser des « tendances extrêmes » telles que « ero-guro », « violence » ou « absurdité », puisque, selon l'éditeur de la série, cela en ferait juste un manga ordinaire, et ils ont essayé d'inclure ces essences le moins possible et de les utiliser seulement quand elles étaient nécessaires à l'histoire.
Shirai a dit que l'idée que les étudiants avec les notes les plus basses soient les premiers à quitter la ferme pour être mangés par les démons, bien que n'étant pas nécessairement une métaphore, mais une façon d'inviter le lecteur à réfléchir sur la société actuelle. Bien que Shirai ait admis les similitudes entre la série et la société japonaise et son système scolaire, il a déclaré que ce n'était pas censé être une critique sous-jacente et qu'il s'agissait plutôt d'une approche de la vie quotidienne, de la famille, de l'école et de la démarche dont les enfants regardent les adultes. Malgré certaines interprétations faites par PETA, affirmant que la série est une brochure contre l'agriculture de masse et les pro-végétariens, Shirai a déclaré qu'il n'essayait pas de mettre des valeurs morales, et en tant qu'auteur, il n'était pas en mesure de juger. Il a souligné qu'il n'a jamais été explicitement dit que les démons étaient de mauvaises personnes dans l'histoire (ce que l'on peut constater dans les derniers tomes du manga). Il a ajouté : « Que les gens établissent un lien avec le véganisme et l'élevage intensif ne me dérange pas, mais notre objectif principal est de créer une histoire pour divertir les gens, pas pour offrir un jugement moral. Notre manga n'est pas une critique du consommateur ».

### Personnages
Shirai voulait créer des personnages originaux qui peuvent toucher le cœur des lecteurs. Il a déclaré qu'Emma est la quintessence de l'attitude positive, Norman est le pilier du groupe et Ray a une personnalité opposée et plus sombre. À l'origine, Emma était un personnage moins décisif et actif, Norman avait une humeur « plus légère » et Ray était « plus extrême », mais Shirai et l'éditeur de la série, Suguru Sugita, ont décidé de modifier les traits et la personnalité des personnages, ce qui, selon Sugita, a continué au fur et à mesure que la série progressait. Sugita pensait qu'un manga publié dans un magazine shōnen avec un personnage principal féminin ne serait pas assez populaire pour être sérialisé et a suggéré à Shirai de changer le réglage du personnage, en créant une version avec laquelle Emma était un garçon, mais cela n'a pas fonctionné. Sugita a considéré plus tard que puisque les films du Studio Ghibli, qui présentent des protagonistes féminines et un personnage masculin qui la soutient, sont largement populaires à travers le monde, ils pensaient qu'avoir un personnage principal féminin ne serait pas un problème. Selon Shirai, le choix d'avoir Emma comme personnage principal dans une série de mangas shōnen était principalement dû au fait qu'il était plus intéressé à explorer une opposition mère-fille plutôt qu'une opposition mère-fils. Il a ajouté qu'en tant que fille, Emma avait le choix de devenir une « maman » ou d'essayer de s'enfuir, et pour Shirai c'était plus intéressant en termes de scénario.
Shirai a créé une base de dessins avec des images et des expressions de chaque personnage et Demizu a affiné leurs traits et attitudes. Demizu a alterné deux styles de dessin pour enfants et démons. Elle aimait dessiner les deux, car les enfants lui rappelaient l'époque où elle faisait des illustrations et les démons sortaient par goût personnel pour « tout ce qui est fantastique et effrayant ». Selon Shirai, ils en étaient très tôt à imaginer le design des démons et des nouveaux personnages, d'avoir le temps de bien y réfléchir et de ne pas être bousculés par le rythme de publication hebdomadaire. Demizu, néanmoins, avait les personnages prêts en un ou deux jours, comme Shirai l'a mentionné comme exemple que la conception du cheval de Sonju a été conçue, produite et validée en un jour. Shirai a souligné aussi qu'il avait rarement vu quelqu'un d'aussi rapide et confiant que Posuka Demizu.

### Écriture
Lorsque Shirai a eu l'idée du manga pour la première fois, beaucoup de choses ont changé par rapport à ses plans initiaux. Par exemple, la chambre secrète d'Isabella et le personnage William Minerva n'existaient pas au début. Emma allait quitter Grace Field House toute seule, rencontrer Mujika et Sonju et voyager à travers le monde des démons. Mais, elle reviendrait à Grace Field pour découvrir que Gilda est devenue une sœur et que Krone est une mère. Même ainsi, les parties les plus importantes de l'histoire n'ont pas changé, mais Shirai modifie d'autres choses tout le temps. Selon le fanbook officiel The Promised Neverland 0: Mystic Code paru en 2020, le processus d'écriture des derniers chapitres a été affecté par la pandémie de Covid-19. Shirai a estimé que la longueur des chapitres, en particulier le chapitre 179 et le dernier chapitre, a limité le contenu qu'il voulait inclure.

## Manga

Logo de la version française du manga.

Kaiu Shirai, scénariste du manga, envoie ses premières ébauches à son éditeur en 2013. Ce n'est finalement qu'en 2016, après avoir trouvé le bon dessinateur dans la personne de Posuka Demizu et mis en place l'intégralité de l'univers, des personnages et des principales scènes de l'œuvre, que la série est lancée dans le magazine Weekly Shōnen Jump de l'éditeur Shueisha. Le premier chapitre du manga est pré-publié dans le 35e numéro du Weekly Shōnen Jump le 1er août 2016. Le chapitre final du manga, le no 181, est pré-publié dans le 28e numéro du Weekly Shōnen Jump le 15 juin 2020,. Ce qui porte la série à un total de 20 volumes reliés, publiés au Japon du 2 décembre 2016 au 2 octobre 2020. La version française, traduite par Sylvain Chollet, est publiée en intégralité par l'éditeur Kazé, du 25 avril 2018 au 2 juin 2021,. À la suite du rachat de Kazé, la série passe sous le label Crunchyroll. Une édition au format double, au format agrandi de 134 x 210 mm et possédant une couverture en simili-cuir, est publiée à partir de novembre 2024.
Le manga est également licencié en Amérique du Nord par Viz Media, en Italie par J-Pop, en Argentine par Editorial Ivrea, au Mexique par Panini Comics, en Espagne par Norma Editorial, au Portugal par Editora Devir, en Thaïlande par Siam Inter Comics, en Pologne par Waneko, en Allemagne par Carlsen Verlag, en Chine et Taïwan par Tong Li Publishing, en Corée du Sud par Haksan Publishing, en Russie par Istari Comics Publishing, au Vietnam par Hanoi Publishing House, en Tchéquie par CREW Publishing House, en Indonésie par Elex Media Komputindo, et en Turquie par Gerekli Şeyler Yayıncılık. Le manga est également disponible dans les pays arabes par la plate-forme et le magazine "Manga Arabia" depuis 2022,.
Un chapitre de 16 pages centré sur le personnage de Ray est publié dans le 44e numéro du Weekly Shōnen Jump le 5 octobre 2020. Un deuxième chapitre de 36 pages sur Krone est publié dans le 1er numéro 2021 du Weekly Shōnen Jump le 7 décembre 2020. Un chapitre spécial de 19 pages est publié lors de l'exposition artistique « The Promised Neverland Special Exhibition » qui s'est tenue à Tokyo du 11 décembre 2020 au 11 janvier 2021. Un troisième chapitre de 32 pages sur Isabella est publié dans le 2e numéro 2021 du Weekly Shōnen Jump le 14 décembre 2020. Un one-shot de 32 pages, intitulé We Were Born, qui raconte l'histoire de Another The Promised Neverland, est publié dans le 5e et 6e numéro combiné 2021 du Weekly Shōnen Jump le 4 janvier 2021.
Un spin-off comique intitulé The Promised Neverland Gag Manga (お約束のネバーランド, Oyakusoku no Neverland), illustré par Shuhei Miyazaki, a été publié dans le magazine Jump GIGA le 26 juillet 2018. Il a ensuite été sérialisé dans la plateforme Shōnen Jump+ du 11 janvier au 28 mars 2019,. Ses chapitres ont été rassemblés dans un seul volume tankōbon, publié le 4 juin 2019 par l'éditeur Shueisha. La version française est publiée le 7 octobre 2020.

## Light novel
La novélisation de la série en light novel est écrite par Nanao, illustré par Posuka Demizu et éditée par Shūeisha dont quatre romans ont été publiés. Le premier, The Promised Neverland : La lettre de Norman (約束のネバーランド 〜ノーマンからの手紙〜, Yakusoku no Neverland: Norman kara no Tegami), suivant le personnage de Norman, est sorti le 3 juin 2018 au Japon. Il est sorti le 21 août 2019 en France. Le deuxième, The Promised Neverland : Souvenirs de Mamans (約束のネバーランド 〜ママたちの追想曲〜, Yakusoku no Neverland: Mama-tachi no Tsuisōkyoku), suivant les personnages d'Isabella et Krone, est sorti le 4 janvier 2019 au Japon. Il est publié le 5 février 2020 en France.
Le troisième, The Promised Neverland : Mémoires de compagnons d'armes (約束のネバーランド 〜戦友たちのレコード〜, Yakusoku no Neverland: Sen'yū-tachi no Rekōdo), suivant les personnages de Lucas et Yugo, est sorti le 2 octobre 2020 au Japon. Il est publié le 3 juin 2021 en France. Le quatrième et dernier light novel, The Promised Neverland : Au fil des souvenirs (約束のネバーランド 〜想い出のフィルムたち～, Yakusoku no Neverland: Omoide no Film-tachi), est sorti le 4 décembre 2020 au Japon et se déroule après la fin du manga, suivant Norman, Emma et leurs amis qui parlent de leurs souvenirs. Il est publié en France le 27 octobre 2021.

## Anime

Logo original de l’adaptation anime.

Le 25e numéro de 2018 du Weekly Shōnen Jump, sorti le 21 mai, a révélé que le prochain numéro du magazine contiendrait une « annonce importante » pour la série. C'est ainsi qu'au 28 mai, le 26e numéro a révélé la production d'une série télévisée d'animation. Celle-ci est réalisée par Mamoru Kanbe et écrite par Toshiya Ono au sein du studio d'animation CloverWorks ; Kazuaki Shimada a fourni les character designs tandis que Takahiro Obata compose la bande originale de la série,. Le premier épisode est diffusé en avant-première par Prime Video au Japon dès le 10 janvier 2019. Wakanim a également diffusé en avance le premier épisode de la série. La série est ensuite diffusée au Japon entre le 11 janvier et le 29 mars 2019 sur Fuji TV dans la case horaire Noitamina et le service de vidéo à la demande d'Amazon, Prime Video,,. Elle est composée de 12 épisodes, répartis ensuite dans trois coffrets Blu-ray/DVD,.
Une seconde saison est annoncée à la fin du douzième et dernier épisode de la première saison. Initialement prévue pour octobre 2020, la diffusion de celle-ci au Japon a été repoussée jusqu'à janvier 2021, en raison de complications de production résultant de la pandémie de Covid-19 au Japon. La deuxième saison est diffusée sur la case horaire Noitamina de Fuji TV du 8 janvier au 26 mars 2021. La majorité de l'équipe technique et des membres de la distribution sont renouvelés pour cette occasion, tandis que le scénariste du manga Kaiu Shirai a élaboré avec les scripts et supervisé un scénario original présenté dans cette seconde saison. Elle est composée de 11 épisodes avec un épisode récapitulatif, répartis ensuite dans trois coffrets Blu-ray/DVD.
Wakanim détient les droits de diffusion en simulcast des deux saisons dans les pays francophones,. Fin juillet 2019, VIZ Media Europe a obtenu les droits de diffusion et de distribution de la série (télévision, VOD, Blu-ray/DVD et droits digitaux non exclusifs) ; Kazé Anime a publié les Blu-ray et DVD de la première saison, et Animation Digital Network l'a ajouté dans son catalogue pour les territoires européens francophones depuis le 9 septembre 2019,. Aniplex of America diffuse la série en Amérique du Nord sur Crunchyroll et Hulu.

## Produits dérivés

### Adaptation cinématographique
Une adaptation en film live-action est annoncée en septembre 2019,. Celle-ci est réalisée par Yūichirō Hirakawa avec Noriko Gotō pour le scénario et Ken Murase en tant que producteur. Le groupe de rock japonais Zutomayo a interprété l'indicatif musical du film Tadashiku Narenai (正しくなれない). Tōhō distribue le film qui est projeté dans les salles japonaises à partir du 18 décembre 2020,.

### Série téléviséelive-action
En juin 2020, il a été révélé qu'Amazon Studios et 20th Television produisaient une série américaine de prises de vie réelle du manga pour Amazon Prime Video. Le réalisateur de Spider Man: Into the Spider-Verse, Rodney Rothman dirige le projet tandis que l'écriture de la série est confiée à Meghan Malloy. Rothman, ainsi que Masi Oka, producteur de Death Note et Roy Lee avec Miri Yoon de Vertigo Entertainment sont les producteurs exécutifs de la série,,.

### Autres médias
Un livre d'art, intitulé The Promised Neverland: Art Book World (約束のネバーランド ART BOOK WORLD, Yakusoku no Nebārando Āto Bukku Wārudo), est publié le 4 novembre 2020 au Japon. Il est publié le 7 juillet 2021 en France. Un livre de fans, intitulé The Promised Neverland 0: Mystic Code (約束のネバーランド 0 MYSTIC CODE, Yakusoku no Nebārando 0 Misutikku Kōdo), est publié le 4 décembre 2020 au Japon. Il est publié le 27 octobre 2021 en France.
Une exposition artistique pour The Promised Neverland s'est tenu au Musée d'Art Mori de Roppongi à Tokyo du 11 décembre 2020 au 11 janvier 2021. L'exposition artistique s'est déroulée à nouveau du 17 mars au 5 avril 2021 à Osaka. Du 24 avril au 9 mai 2021, l'exposition s'est tenu au Centre des congrès de Nagoya. Du 3 au 25 juillet 2021, l'exposition a eu lieu à Okayama, puis du 21 juillet au 16 août 2021, l'exposition s'est déroulée à Sapporo.
La série avait un podcast officiel appelé "The Promised NeverRadio" qui était animé par Sumire Morohoshi la voix d'Emma et Hiyori Kono la voix de Phil et a duré 66 épisodes du 7 janvier 2019 au 4 avril 2021. Pendant le podcast, Morohoshi et Kono lisait les e-mails et répondait aux questions des fans. Le bloc de programmation d'anime de Fuji TV, Noitamina, a célébré son 15e anniversaire avec un concert d'orchestre cinématographique spécial qui s'est tenu au Forum international de Tokyo, les 29 et 30 mai 2021. Le concert comprenait une programmation de la bande originale de The Promised Neverland, qui joue pendant des scènes emblématiques,. Un événement, en collaboration avec le parc d'attractions du Groenland à Arao, préfecture de Kumamoto, a commencé le 20 mars 2021 et s'est tenu jusqu'au 6 juin 2021. L'événement comprend des marchandises exclusives, de la nourriture et des manèges sur le thème de la série. Une collaboration avec l'hôtel Keihan dans six endroits différents au Japon s'est déroulé du 1er juin au 29 août 2021. La collaboration comprenait six salles conceptuelles à l'échelle nationale avec des personnages grandeur nature, des images animées, des produits originaux, des voix d'Emma, Norman et Ray, et une miniexposition. Un événement pratique, basé sur l'expérience et immersif, appelé « Experience Museum The Promised Neverland Grace Field House Escape Edition », s'est tenue à Roppongi, Tokyo, du 17 juillet au 30 décembre 2021. Un autre événement appelé "Minerva Cafe" s'est tenue dans le musée et vend divers aliments et boissons sur le thème de la série.
En janvier 2021, il a été annoncé que la série obtiendrait un jeu mobile appelé The Promised Neverland: Escape the Hunting Grounds. Le jeu est développé par GOODROID et édité par CyberAgent et est disponible sur iOS et Android depuis le 22 avril 2021. The Promised Neverland a organisé un événement avec le jeu vidéo Identity V en février 2021, Un deuxième événement avec Identity V a débuté le 24 septembre 2021. Un autre événement crossover, avec le jeu pour smartphone japonais Jumputi Heroes, est sorti en mars 2021.

## Accueil

### Réception critique
The Promised Neverland détient une note de 9,2 sur 10 sur le site web de l'agrégateur de critiques Comic Book Roundup. Rebecca Silverman d'Anime News Network a apprécié le premier volume du manga et lui a donné un A−, en notant « un rythme tendu, des connexions littéraires intéressantes, l'art et l'histoire fonctionnent bien ensemble, une intrigue et des foreshadowing fort ». Gabe Peralta du Fandom Post donne un « B + » au premier volume, louant ses rebondissements et son suspense. Leroy Douresseaux de Comic Book Bin attribue une note de 9/10 au premier volume et fait l'éloge de la série pour ses personnages, sa narration et ses graphismes, affirmant que le résultat offre « un thriller sinistre, fantastique et mystérieux ».
Tina Marie du site web Screen Rant décrit The Promised Neverland comme une très différente série des autres pages remplies de mangas de Weekly Shōnen Jump. L'intrigue a un long suspense, lent et difficile. Alors que d'autres contemporains manga sont impatients de se lancer dans l'action ou de se préparer à une sorte de combat, The Promised Neverland retient son arc d'action jusqu'aux arcs ultérieurs. Au lieu de cela, il attire ses lecteurs avec une atmosphère de construction du monde intrigante et déstabilisante. Il faut pas mal de chapitres pour arriver à une véritable action et ne déçoit pas quand il y arrive. The Promised Neverland n'allait jamais être comme les autres mangas, cette œuvre a redéfini ce que signifie être un manga shōnen. Dans une critique des volumes quatorze et quinze de la série, Wolfen Moondaughter du site Sequential Tart dit qu'il aime les discussions philosophiques sur l'éthique, avec de grands points soulevés des deux côtés, et l'équipe créative a fait un excellent travail en montrant les avantages et les inconvénients de chaque côté, et en explorant comment la moralité n'est pas aussi facilement définie ou atteinte que nous le souhaiterions,. Moondaughter a également fait l'éloge de la partie historique des volumes seize et dix-sept en disant que l'histoire de Geelan est tragique et offre un grand parallèle avec celle de Norman, les deux étant prêts à accepter des pertes maintenant qu'ils n'auraient pas acceptés autrefois,. Moondaughter a aussi souligné la profondeur de la fin du récit dans le dernier tome de la série, en disant : « Il y a des belles visions philosophiques, une de mes choses préférées au sujet de cette série, qui est encore une marque dans ce dernier volume, donc je suis heureux de voir une bonne fin ».
La professeure de la littérature Kei Toda a décrit Emma comme une protagoniste originale et unique, représenté avec des éléments à la fois féminine et masculine. Elle décrit également d'autres personnages tels qu'Isabella et Norman, comme une représentation sociale de la « masculinité » et de la « féminité » différente du soi-disant sexe physique. Elle déclare de plus: « On peut dire que la vision des hommes et des femmes dans l'histoire reflète vraiment les valeurs de l'époque à laquelle l'œuvre a été écrite et est parfois un facteur important lié à la signification de toute l'histoire. La représentation du genre dans The Promised Neverland met non seulement en évidence le caractère unique des personnages, mais reflète aussi la psychologie et les situations non dites des personnages, soutient la structure de l'histoire et donne au manga la profondeur nécessaire pour l'appeler une œuvre littéraire ». L'autrice Kimiyo Ogawa a fait l'éloge du manga et mentionne que la série demande un niveau cognitif complexe pour comprendre l'histoire, et déclare que c'est un excellent manga qui affecte profondément les émotions du lecteur,.
La chercheuse et auteure, Yukari Fujimoto décrit le manga comme suit : « Tout d'abord, bien qu'il s'agisse d'un manga publié dans un magazine shōnen, le personnage principal est une fille. Beaucoup d'enfants apparaissent, et les scènes d'action et de vie communautaire sont représentées. En revanche, il n'y a pas de différence entre les hommes et les femmes dans leurs rôles, c'est très bien équilibré. Le développement de l'histoire est très intéressant, et pendant que ce travail était en cours de sérialisation, j'avais toujours hâte de lire le prochain tome. De plus, à la fin  de l'histoire, l'accent est mis sur l'élargissement des limites et des options des démons et des humains. Il s'agit également de démanteler l'ordre actuel des sexes, comme la reconnaissance de la victimisation des hommes ». L'artiste de manga Milk Morizono a fait l'éloge de la série en disant que les dessins sont merveilleusement bien dessinés, les personnages sont pareillement bien dessinés, pendant que l'histoire est également magnifique et passionnante. Elle a de plus souligné les rôles féminins forts de la série. Manami Tachibana, membre du groupe d'étude sur le genre SF, a déclaré que l'histoire est un conte d'aventure et une noble fugue, dans laquelle les enfants d'un orphelinat se rendent compte qu'ils ne sont pas des orphelins, mais des enfants d'élevage destinés à être mangés par des monstres. Elle a décrit l'histoire comme un jeu auquel vous résolvez des tâches une par une et passez à la suivante. Elle a conclu en donnant à Shūeisha une salve d'applaudissements pour avoir publié une histoire si différente du reste de leurs travaux publiés. Chengma Lingyi du site japonais Real Sound a déclaré que la façon de montrer la croissance des enfants par la perte est une très bonne narration, et a déclaré aussi qu'il était « profondément ému » par la conclusion de l'histoire. Il décrit que l'art de Posuka Demizu est si beau, élégant et spectaculaire. Il souligne également la psychologie et le suspense de l'œuvre qui confronte l'existence avec « sagesse ». Il décrit que le dernier arc, dans laquelle les monstres mangeant des gens et des démons à leur guise, est une scène avec laquelle le thème de cette œuvre est illustré. Il dit que c'est la triste fin de ceux qui ont monopolisé la richesse et sacrifié les faibles. Lingyi a conclu : « Le dilemme du but et du sacrifice est la raison pour laquelle The Promised Neverland est devenu un chef-d'œuvre plein de réalité »,.

#### En France
Pauline Croquet du quotidien Le Monde lui a donné un 5 sur 5 et décrit la série comme: « Le manga The Promised Neverland enthousiasme. En effet, il tranche avec la multitude de titres d’aventure qui peuplent le magazine Weekly Shōnen Jump, des parcours initiatiques de jeunes héros aux pouvoirs surhumains. Ici, il s’agit plus d’un thriller ou d’une bataille psychologique qui repose sur l’intelligence et la stratégie des personnages. La dessinatrice Posuka Demizu alterne tantôt un trait solaire pour décrire le quotidien enjoué et naïf des enfants de l’orphelinat et une patte beaucoup plus fantastique pour mettre en relief les moments de tension, de suspense, et parfois d’horreur suggérée. En outre, le design des personnages principaux sort des archétypes du manga et chaque chapitre pose des enjeux et des ressorts de suspense qui, s’ils sont suivis et résolus tout au long des albums, promettent une histoire riche ». Les critiques du premier volume des chroniqueurs de Manga-News s'accordent sur un début « ingénieux, intelligent, original, très bien pensé, en n'omettant aucun détail, et ayant un excellent sens du rythme autant dans l'histoire que dans les dessins », et s'accordent aussi sur une fin globalement agréable et satisfaisante, en notant « The Promised Neverland s'offre un dernier volume satisfaisant, où l'idée maîtresse de la série a très bien été respectée, et où il y a suffisamment de derniers moments forts et touchants pour ne jamais nous lâcher jusqu'à la fin de la lecture ».
Thomas Barbellion de Publik Art a apprécié le manga et lui a donné un 4,3 sur 5, en notant « C’est un manga avec une véritable histoire profonde où chaque passage est important et exaltant. On est loin d’un manga shōnen avec un schéma du héros basique, ici pas d’entraînement surhumain pour acquérir certains pouvoirs, juste de la détermination et de l’entraide pour acquérir leur liberté. L’histoire est belle, émouvante et remplie de rebondissements. The Promised Neverland est un shōnen pas comme les autres, à lire ». Benedick du site web Elbakin donne à la série la note générale de 7,5 sur 10, mettant en avant la richesse de l'intrigue, en notant « Après 12 tomes, The Promised Neverland a réussi à cultiver les graines d’intérêt apparues dans ses premiers chapitres. Entre autres, le manga a évité de s’enfermer lui-même dans sa thématique d’évasion. La série n’a pas renié son ambiance basée sur l’apprentissage du danger et la gestion de nouvelles problématiques. Au contraire, le manga a su apporter des améliorations graphiques et scénaristiques, notamment avec la venue de nouveaux personnages qui enrichissent le casting saturé de bouille enfantine des premiers tomes. De même, les antagonistes deviennent plus protéiformes et incarnés à mesure que nos héros évoluent dans leur quête et leur choix ». Selon cet article, le manga conserve toutes ses qualités narratives du début à la fin, et la diversité des points de vue des tomes 14 et 15 apporte une réelle richesse. Puis, les solides éclaircissements scientifiques et sociologiques du monde des démons accompagnés des Sept Murs sont une belle construction de Fantasy. Benedick a conclu la critique en disant que « The Promised Neverland sera jusqu’à la fin un manga de « petits malins » avec ce que cela comprend de vivacité, d’astuce et de dépendance envers la complicité du lecteur ».
Flavien Appavou du site ÉcranLarge délivre aussi une critique très positive. Il écrit :

« Kaiu Shirai, le scénariste, savait où il amenait ses lecteurs. Il avait rédigé toute la trame narrative en focalisant son manga sur l'histoire au lieu des personnages »

Il y souligne également la profondeur et les différents thèmes de l'œuvre, notamment la consommation de masse et la société. Il note que :

« via la survie aussi bien du côté démon que du côté humain, ce manga devient le vecteur d'un profond questionnement lié aux changements de notre époque. Ensuite, qui dit changement, dit aussi peur, doute, incompréhension et bouleversement des cultures. C'est ce que met encore plus en valeur le dernier tome de cette série. Pendant plus de 230 pages, les deux auteurs/autrices jouent avec les messages et le changement de paradigme, sans être trop moralisateur. Ce manga est une ode à l'humanité en prenant en compte tous les aspects, qu'ils soient mauvais ou bons, ou en essayant de changer leur monde pour un monde meilleur, peut-être un neverland. Dans tous les cas, celui-ci est construit lui-même par les enfants qui deviennent eux-mêmes des acteurs de leur propre vie tout en acceptant et en écoutant les autres. Une belle leçon, voire une belle promesse [...] À travers les différents arcs de l'histoire, qui passent par l'évasion, puis la recherche d'un Éden, la partie de chasse, la quête d'un nouvel avenir et enfin par le renversement des valeurs, The Promised Neverland dépeint chaque fois les modes de consommation des humains et aussi des démons. On passe du rire aux larmes en un clin d'œil. C'est poétique et tragique en même temps et même sur le dernier chapitre, ils nous tiennent toujours par les mêmes émotions, un mélange d'injustice et de joie. Avec cette dernière bataille contre le destin, qui résout le manga »

Il conclut sa critique en disant que la fin du manga n'est pas forcément « tout rose » et que c'est une parfaite conclusion pour ce manga qui tient ses promesses.

### Réception commerciale
The Promised Neverland est la 24e franchise la plus vendue au Japon en 2018 avec des ventes estimées à 1,9 milliard de yens. C'est la 7e franchise la plus vendue en 2019 avec des ventes estimées à 3,8 ¥ milliards. C'est la 10e franchise la plus vendue en 2020 avec des ventes estimées à 3,5 ¥ milliards. En 2021, c'est la 27e franchise la plus vendue au Japon avec des ventes estimées à 1,9 milliard de yens.
The Promised Neverland est l'un des mangas les plus vendus au Japon durant sa parution : en 2017, il est le 13e manga le plus vendu de l'année avec plus de 2 millions d'exemplaires vendus; le 8e du classement en 2018 avec plus de 4,2 millions d'exemplaires vendus; le 4e en 2019 avec plus de 7,4 millions d'exemplaires vendus; le 6e en 2020 avec plus de 6,3 millions d'exemplaires vendus; et le 6e manga le plus vendu au premier semestre 2021, avec plus de 3,1 millions d'exemplaires vendus. En août 2023, le tirage total de la série s'élève à plus de 42 millions d'exemplaires.
En 2018, le 7e volume de The Promised Neverland avait un tirage initial de 400 000 exemplaires. En 2019, le volume 18 avait reçu un tirage initial de plus de 600 000 exemplaires; et le 20e volume en 2020 avait un tirage initial de 700 000 exemplaires imprimés.
En France, The Promised Neverland est l'un des mangas les plus vendus depuis son lancement. En 2018, avec le premier tome tiré à 100 000 exemplaires; le manga s'est vendu à plus de 300 000 exemplaires; et en 2019, le manga s'est vendu à plus de 590 000 exemplaires. En 2022, le manga est la troisième série la plus vendue de l'année de son éditeur. En février 2022, The Promised Neverland totalise plus de 3 millions de copies vendues en France depuis son lancement.

### Prix et récompenses

#### Manga
Le manga remporte le prix de la Meilleure Sérialisation des Mando Kobayashi Manga Awards 2016; puis le Grand Prix des Mando Kobayashi Manga Awards 2017. Le manga remporte également le Grand Prix des Manga Newspaper Awards 2017; et le Grand Prix de la catégorie Next Break des TSUTAYA Comic Awards 2017. En 2018, The Promised Neverland remporte le soixante-troisième Prix Shōgakukan, dans la catégorie shōnen.
La série est classée deuxième lors de la 3e édition de Next Manga Awards dans la catégorie manga. Le manga est nommé pour la 10e édition du Prix Manga Taishō en 2017, recevant 43 points du comité exécutif; une nouvelle fois, la série est nommée lors de la 11e édition du Manga Taishō en 2018, recevant 26 points. The Promised Neverland est lauréat du prix Kono Manga ga sugoi! du meilleur manga de l'année pour les lecteurs masculins en 2018. Le manga remporte le User Voting Excellence Award dans la catégorie manga des Google Play Awards 2018. Le manga remporte également le « Tournoi Shōnen 2018 » du meilleur manga de l'année réalisé par le site Manga-News. Le manga est nommé au Grand Prix des TSUTAYA Comic Awards 2018. La série remporte le prix Next Trending Manga Award dans le Ridibooks Comic Award 2018.
Le manga est l'une des œuvres recommandées par le jury pour le 12e ACBD Prix Asie de la Critique 2018. The Promised Neverland est l'une des sélections du jury de la division Manga aux 21e Japan Media Arts Festival en 2018. En 2019, The Promised Neverland remporte le prix des lecteurs Babelio du meilleur manga. La série remporte également les prix de « Daruma de la meilleure nouvelle série » et « Daruma du meilleur scénario de l'année » lors des Japan Expo Awards 2019. Le manga remporte également le prix Mangawa, et le prix Manga’titude en 2019,. Il remporte aussi le prix meilleur manga de l'année lors de la 25e édition du salon manga de Barcelone 2019,. The Promised Neverland est également lauréat du Grand Prix manga du Ridibooks Comic Award 2019. Le manga remporte le prix Piccoma Award 2019 dans la catégorie général,.
Le manga est nommé pour les 22e, 23e et 25e Prix Culturel Osamu-Tezuka en 2018, 2019 et 2021, respectivement. La traduction de Sylvain Chollet est également sélectionnée pour le Prix Konishi 2019. Lors de la 1re et 3e édition du prix brésilien Geeks d'Ouro en 2019 et 2021, The Promised Neverland est respectivement nommé dans les catégories meilleur manga et meilleur manga traduit. The Promised Neverland est nommé à la 3e édition du Prix Saito Takao en 2020. La série remporte le prix du meilleur nouveau manga et meilleure nouvelle série à l'Anime Click Award 2020,. Le manga remporte par ailleurs le prix Amazon Comics Award du meilleur manga de l'année lors du Lucca Comics & Games 2020,. Le manga a remporté le prix littéraire « Les Mordus du Manga » dans la catégorie des lecteurs. Le manga est nommé pour le 52e Prix Seiun dans la catégorie manga en 2021. The Promised Neverland remporte par ailleurs le Grand Prix de la 20e édition du Prix Sense of Gender en 2021.
La série est classée 26e dans la 18e édition du « Book of the Year » du magazine Da Vinci en 2018; 35e dans la liste de la 19e édition en 2019; 18e dans la liste de la 20e édition en 2020 et 26e dans la liste de la 21e édition en 2021. Barnes & Noble ont inscrit The Promised Neverland sur sa liste « Nos mangas préférés de 2018 ». The Promised Neverland est inclus sur la liste de l'American Library Association des meilleurs romans graphiques pour les jeunes en 2018; et 2019. La série a été choisie comme l'un des meilleurs mangas au Comic-Con International 2018. The Promised Neverland a été ajouté à la liste Manga Edutainment de la Nippon Foundation, pour identifier les mangas qui peuvent ouvrir de nouveaux mondes et conduire à l'apprentissage,. Dans le sondage « Manga Sōsenkyo 2021 » de TV Asahi, dans lequel 150 000 personnes ont voté pour leur top 100 des séries manga, The Promised Neverland s'est classée 46e. Comic Book Resources classe The Promised Neverland dans le Top 10 des meilleurs mangas des années 2010.

#### Anime
La saison 1 de The Promised Neverland affiche un score de 100 % et un score d'audience de 95 % sur Rotten Tomatoes. En 2020, la série animée a reçu le prix « Meilleure Fantasy » à la 4e édition du Crunchyroll Anime Awards, et la gardienne de Grace Field House Isabella a remporté la catégorie « Meilleur Antagoniste ». La série animée a également reçu les prix « Anime dramatique de l'année » et « Meilleure bande son » à la 6e édition de l'Anime Trending Awards.
La saison 1 fait aussi partie des meilleures séries des années 2010 selon Polygon, Crunchyroll, et IGN. Le site brésilien Legiao Dos Herois a classé la série parmi les « 10 anime les plus réussis » des années 2010. Lauren Orsini de Forbes a inclus The Promised Neverland sur sa liste des séries de la décennie 2010. The Verge a pareillement listé la série animée dans sa liste de 2019. Thrillist a classé la série 3e sur sa liste des animés de 2019.
La première saison de la série animée a été bien accueillie par la critique, étant considérée comme l'une des meilleures séries animées des années 2010. La deuxième saison, cependant, a reçu un accueil négatif, principalement en raison de son rythme précipité et de la simplification de l'intrigue du manga original. La première saison suit sensiblement le manga et couvre l'histoire jusqu'au chapitre 37. La deuxième saison est une version abrégée des événements qui se déroulent entre les chapitres 38 et 181, avec un scénario très différent du support original,.
| Année | Prix                        | Catégorie                                       | Nommé                  | Résultat   | Ref     |
| ----- | --------------------------- | ----------------------------------------------- | ---------------------- | ---------- | ------- |
| 2019  | 41e Anime Grand Prix        | Grand Prix                                      | The Promised Neverland | 4e place   | [ 216 ] |
| 2019  | 41e Anime Grand Prix        | Meilleur personnage (masculin)                  | Norman                 | 5e place   | [ 216 ] |
| 2019  | 41e Anime Grand Prix        | Meilleur personnage (féminin)                   | Emma                   | Lauréat    | [ 216 ] |
| 2019  | 9e Newtype Anime Awards     | Prix Nogizaka46 (Prix spécial de Newtype)       | The Promised Neverland | Lauréat    | [ 217 ] |
| 2019  | IGN 'Best of' awards        | Meilleur série animée de 2019                   | The Promised Neverland | Nomination | [ 218 ] |
| 2020  | Geeks d'Ouro (pt)           | Meilleur série animée                           | The Promised Neverland | Lauréat    | [ 219 ] |
| 2020  | 4e Crunchyroll Anime Awards | Anime de l'année                                | The Promised Neverland | Nomination | ,       |
| 2020  | 4e Crunchyroll Anime Awards | Meilleure fille                                 | Emma                   | Nomination | ,       |
| 2020  | 4e Crunchyroll Anime Awards | Meilleur protagoniste                           | Emma                   | Nomination | ,       |
| 2020  | 4e Crunchyroll Anime Awards | Meilleur antagoniste                            | Isabella               | Lauréat    | ,       |
| 2020  | 4e Crunchyroll Anime Awards | Meilleur drame                                  | The Promised Neverland | Nomination | ,       |
| 2020  | 4e Crunchyroll Anime Awards | Meilleure fantasy                               | The Promised Neverland | Lauréat    | ,       |
| 2020  | 4e Crunchyroll Anime Awards | Chanson thème d'ouverture de l'année            | Touch Off              | Nomination | ,       |
| 2020  | 4e Crunchyroll Anime Awards | Meilleure performance d'un doubleur (japonais)  | Yūko Kaida (Isabella)  | Nomination | ,       |
| 2020  | 6e Anime Trending Awards    | Anime de l'année                                | The Promised Neverland | Nomination | ,       |
| 2020  | 6e Anime Trending Awards    | Homme de l'année                                | Ray                    | Nomination | ,       |
| 2020  | 6e Anime Trending Awards    | Homme de l'année                                | Norman                 | Nomination | ,       |
| 2020  | 6e Anime Trending Awards    | Fille de l'année                                | Emma                   | Nomination | ,       |
| 2020  | 6e Anime Trending Awards    | Meilleur personnage secondaire                  | Phil                   | Nomination | ,       |
| 2020  | 6e Anime Trending Awards    | Meilleur personnage secondaire                  | Don                    | Nomination | ,       |
| 2020  | 6e Anime Trending Awards    | Chanson thème d'ouverture de l'année            | Touch Off              | Nomination | ,       |
| 2020  | 6e Anime Trending Awards    | Chanson thème de fin de l'année                 | Zettai Zetsumei        | Nomination | ,       |
| 2020  | 6e Anime Trending Awards    | Meilleure adaptation                            | The Promised Neverland | Nomination | ,       |
| 2020  | 6e Anime Trending Awards    | Meilleur en ensemble                            | The Promised Neverland | Nomination | ,       |
| 2020  | 6e Anime Trending Awards    | Meilleur bande originale                        | The Promised Neverland | Lauréat    | ,       |
| 2020  | 6e Anime Trending Awards    | Meilleur drame de l'année                       | The Promised Neverland | Lauréat    | ,       |
| 2020  | 6e Anime Trending Awards    | Anime mystère ou psychologique de l'année       | The Promised Neverland | Nomination | ,       |
| 2020  | 6e Anime Trending Awards    | Meilleure performance de doublage par une femme | Mariya Ise (Ray)       | Nomination | ,       |
| 2020  | 6e Anime Trending Awards    | Meilleure performance de doublage par une femme | Maaya Uchida (Norman)  | Nomination | ,       |
| 2020  | 6e Anime Trending Awards    | Meilleur personnage secondaire                  | Ray                    | Lauréat    | ,       |
| 2020  | 6e Anime Trending Awards    | Meilleur personnage secondaire                  | Phil                   | Nomination | ,       |
| 2020  | 6e Anime Trending Awards    | Meilleur personnage secondaire                  | Don                    | Nomination | ,       |